# Merha Kristos (Hailu)
Merha Kristos (imię świeckie Gebre Egziabeher Hailu, ur. 1962) – duchowny Etiopskiego Kościoła Ortodoksyjnego, od 2017 biskup Adigratu. 

## Życiorys
Święcenia kapłańskie przyjął w 1995. Sakrę biskupią otrzymał 16 lipca 2017.